# Hamburg (Iowa)
Pour les articles homonymes, voir Hamburg.
Hamburg est une ville du comté de Fremont, en Iowa, aux États-Unis. Elle est incorporée le 1er avril 1867.

## Source de la traduction
- (en) Cet article est partiellement ou en totalité issu de l’article de Wikipédia en anglais intitulé « Hamburg, Iowa » (voir la liste des auteurs).